# تلویزیون تاجیکستان
تلویزیون تاجیکستان (به خط تاجیکی: Телевизиони Тоҷикистон، که در گذشته به نام شبکه یکم (Шабакаи Якум) شناخته می‌شد) پخش‌کننده ملی کشور تاجیکستان است. ستاد این تلویزیون در دوشنبه واقع شده‌است. این شبکه از ۳ اکتبر ۱۹۵۹ آغاز به کار کرد.